# 295492 Adrianprakhov
295492 Adrianprakhov este o planetă minoră (asteroid) din centura de asteroizi. A fost descoperită pe 5 septembrie 2008 la Andrușivska astronomicina observatoria⁠(d) de Andrușivska astronomicina observatoria⁠(d). 
Obiectul prezintă o orbită caracterizată de o semiaxă mare de 2,4445353450431 UAi, o excentricitate de 0,21038475223075, o înclinație de 1,5606084760407 ° în raport cu ecliptica.